# W.O.W
W.O.W(와우)는 대한민국의 보이 그룹이다. 2021년 싱글 앨범 [Miss U]로 데뷔했다.

## 음반
- Miss U (2021)
- To My EX (2021)